# Forêt de Maurer
Pour les articles homonymes, voir Maurer.
La forêt de Maurer (également Maurerwald) est une zone de prairies boisées d'environ 4 km² (400 hectares) située à la périphérie sud-ouest de Vienne. La majeure partie appartient à l'arrondissement viennois de Liesing. Elle fait partie de la zone protégée européenne Wienerwald - Thermenregion et de la réserve de Biosphère du Wienerwald.

## Localisation et paysage
La zone est comprise à une altitude entre 260 et 371 mètres et se situe entre la réserve naturelle du Lainzer Tiergarten (Hietzing), dans les limites duquel se trouvent environ 1 km² de la forêt de Maurer, avec son point le plus élevé (sommet du Leitenwald, aujourd'hui en grande partie bâti), ainsi que le parc naturel du Föhrenberge (Basse-Autriche). À l'est se trouve le quartier viennois éponyme de Mauer, au sud la vallée du Liesing et la périphérie de Kalksburg. La frontière ouest est formée par le Gutenbach, de l'autre côté duquel se trouvent le Dorotheerwald et l'Eichwiese. Environ 1 km à l'ouest, la Basse-Autriche commence avec les communes de Breitenfurt et Kaufbergen.
Au centre de la forêt de Maurer, au sud du sommet du Wilden Berg, se trouve le restaurant d'excursion Zur Schießstätte, du nom d'un stand de tir civil voisin, aujourd'hui délabré. Il a été construit en 1865 par Anton Oelzelt Ritter von Newin et mis à la disposition de la commune de Mauer en 1875. De 1834 à 1918, il y avait également un champ de tir militaire au nord-ouest du Wilder Berg, le long du mur du Tiergarten. En 1945, l'installation appartenant au champ de tir civil a brûlé et a ensuite été reconstruite en maison d'hôtes. Les sentiers de randonnée les plus populaires mènent de Mauer à la zone forestière.
À la lisière orientale de la forêt près de Mauer, à 130 mètres au sud-ouest de l'église de Wotruba, se trouve le planétarium en plein air Sterngarten.

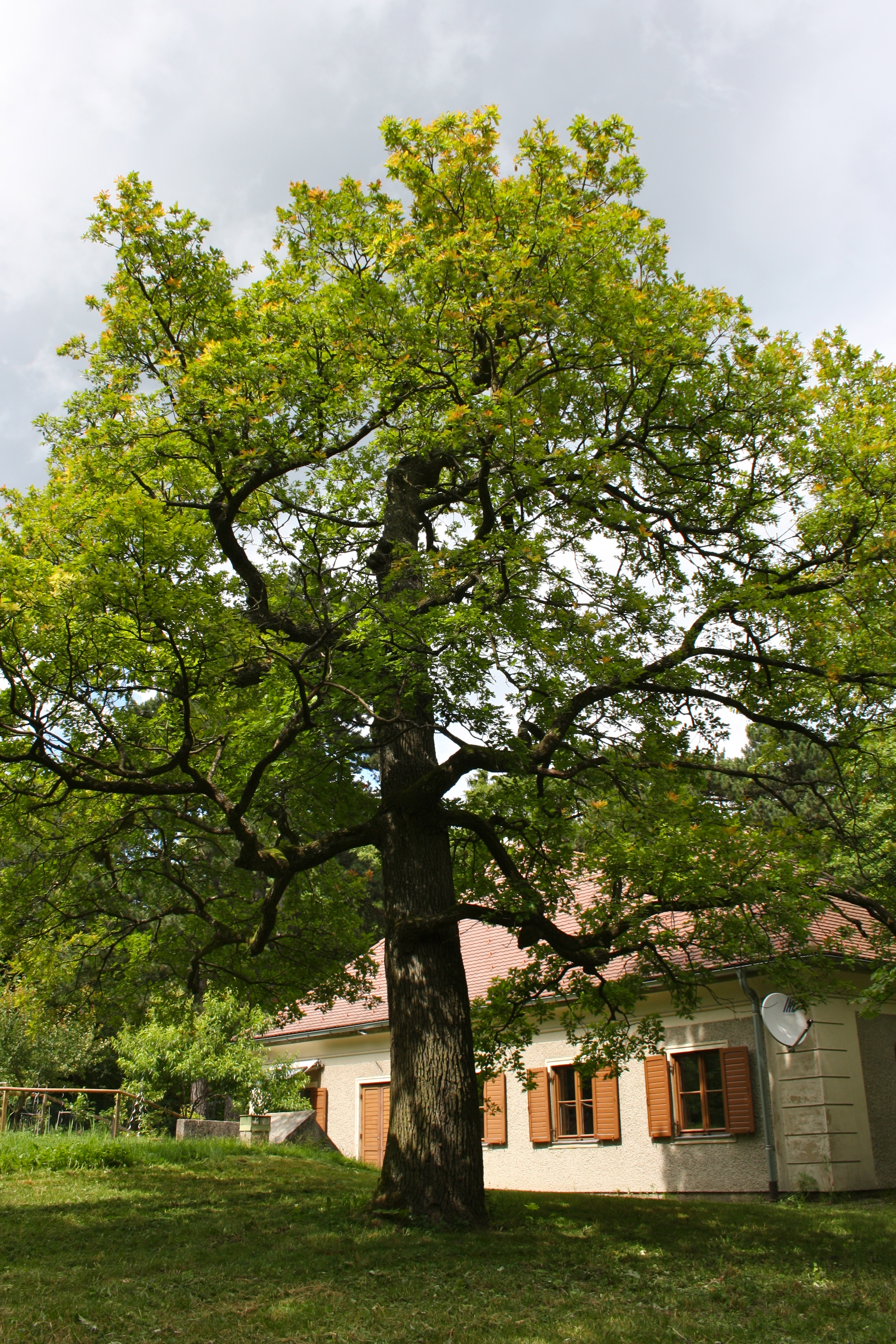
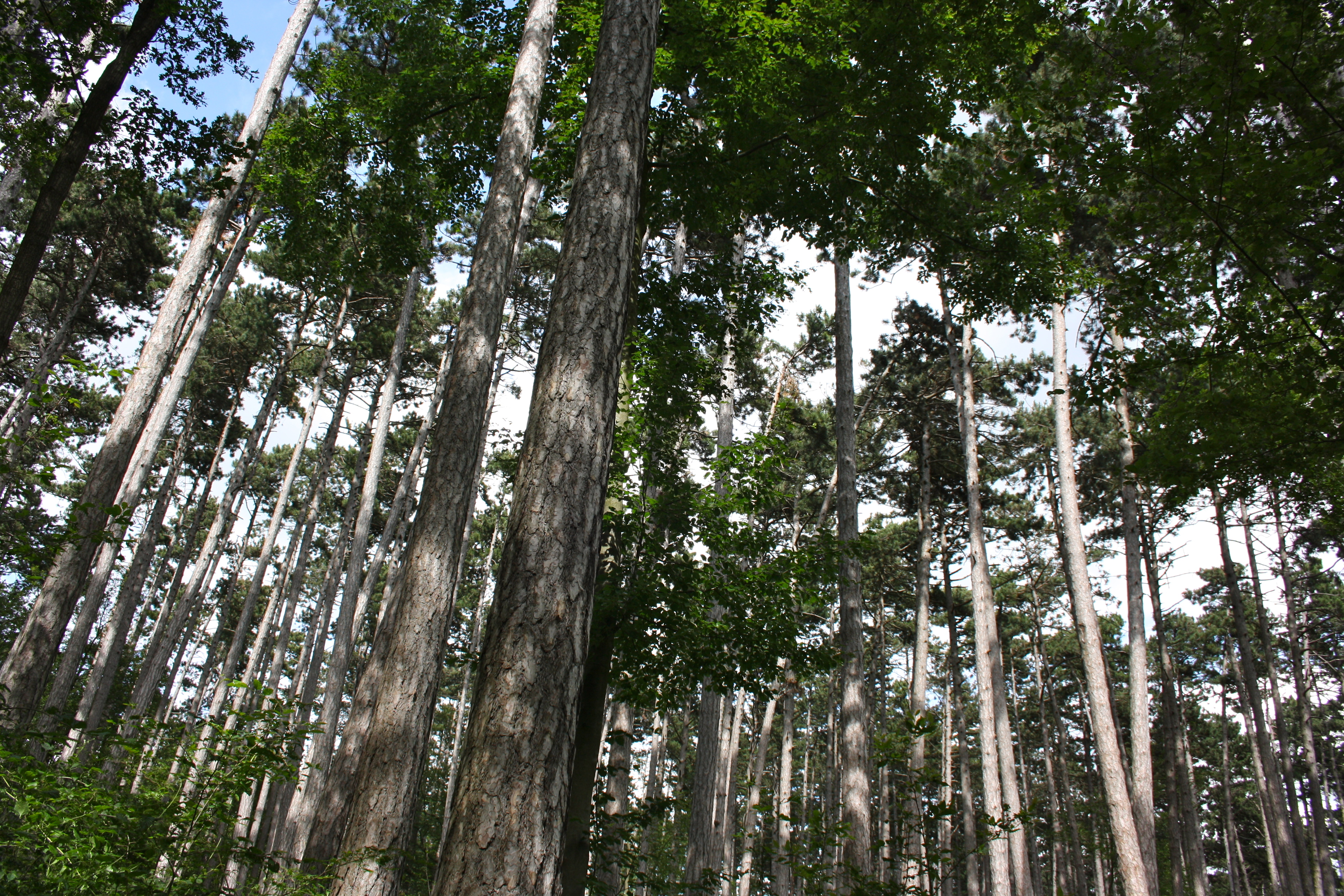
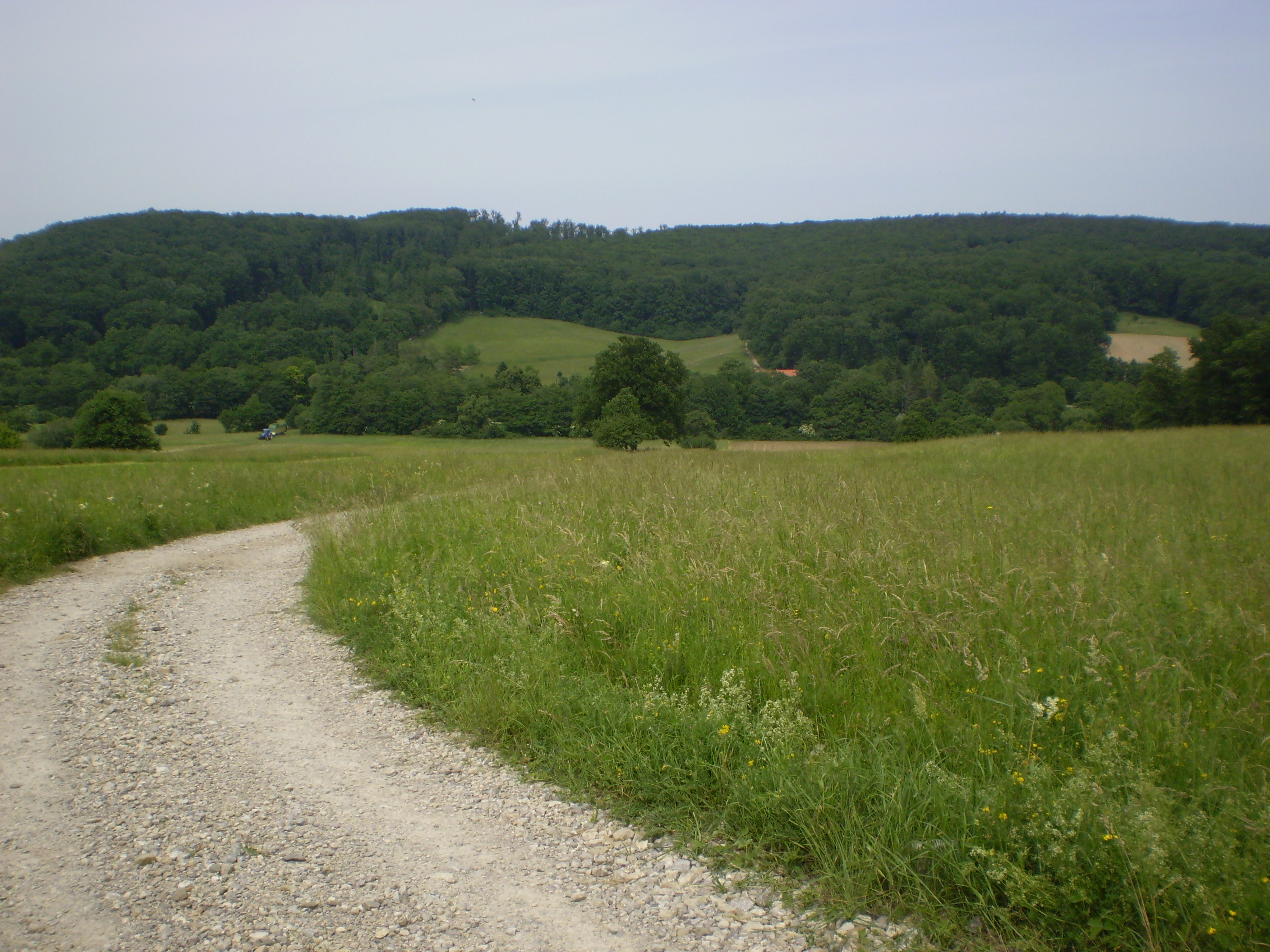
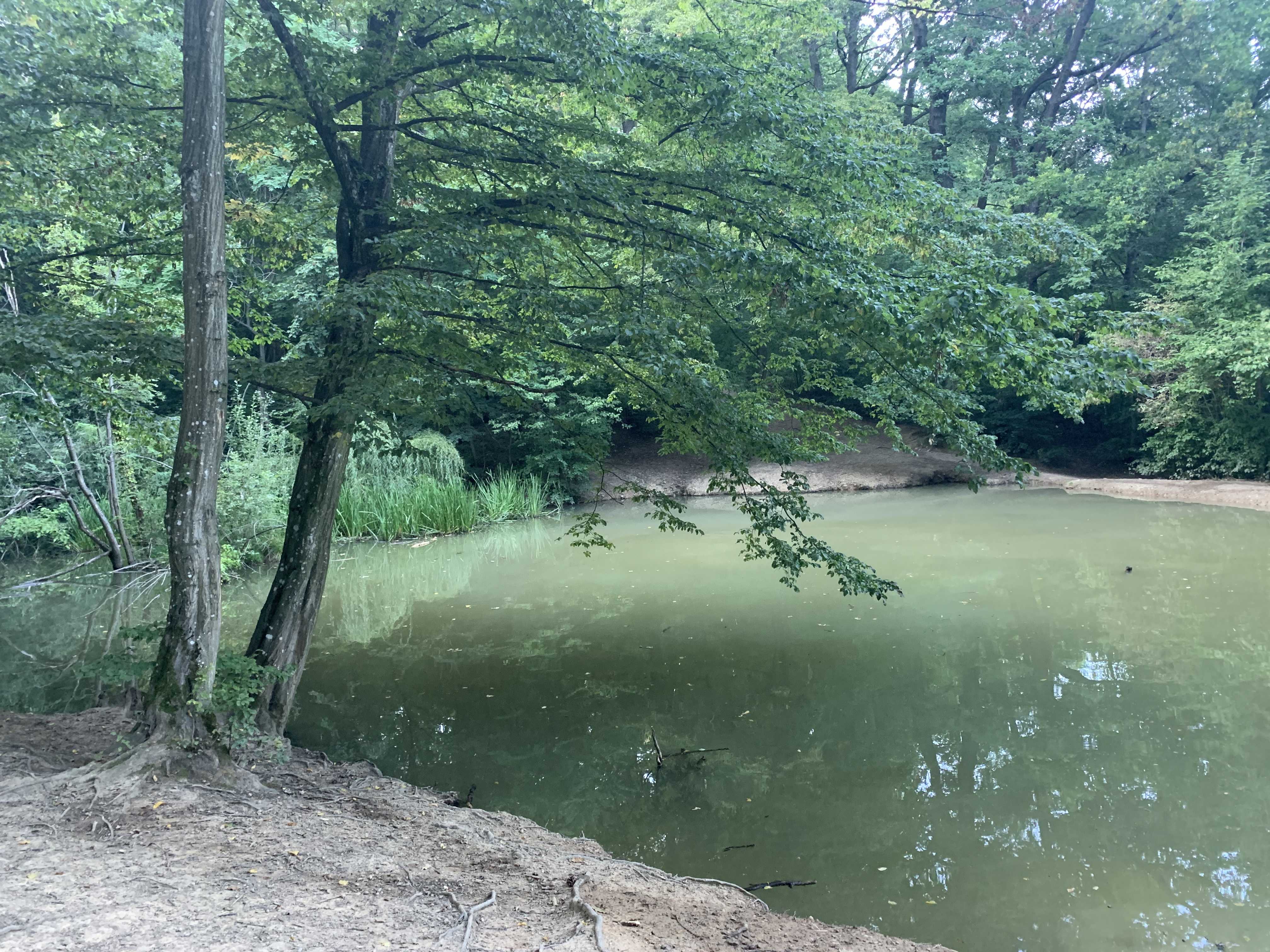
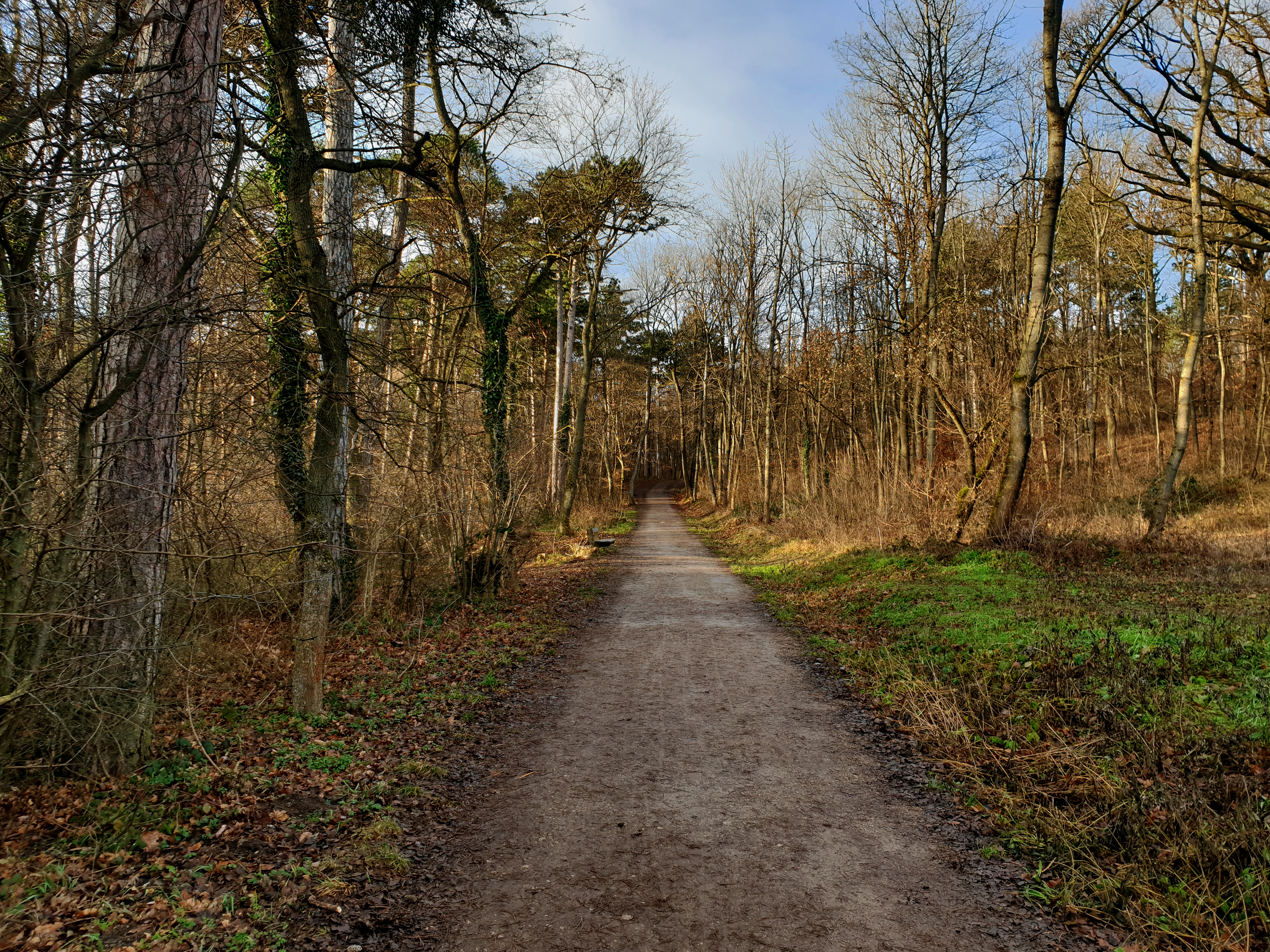